# 承認図
承認図（しょうにんず）は、建築用語の1つ。特注製品を計画し作るにあたってその基礎となり、請負者・製作者から設計者・監理者に承認を要求する図面、および顧客側が承認した図面を指す。言い換えると、製品を作る過程において、下請け側が製品の部品図を作成し、それを発注側が承認する場合の設計図のこと。または、その方式を「承認図方式」という。